# Dimension Films
A Dimension Films egy amerikai filmgyártó vállalat és független filmforgalmazó cég, amely a Lantern Entertainment tulajdonában van. Korábban Bob és Harvey Weinstein kiadójaként működött a Miramaxon belül, amelyet 1993. június 30-án felvásárolt a The Walt Disney Company, független filmek és műfaji címek, különösen horror- és sci-fi filmek gyártására és kiadására. 
Weinsteinék magukkal vitték a Dimension kiadót, amikor 2005 októberében elváltak a Miramaxtól, és új cégük, a The Weinstein Company alá társították. A Dimension Films egyike volt az amerikai "mini-majoroknak", azaz a kis és közepes méretű független televíziós és mozgóképgyártó stúdióknak.
A 2005. október 1-je előtt a Dimension Films által kiadott összes film jelenleg a Paramount Pictures tulajdonában és forgalmazásában van a ViacomCBS révén, amely a Miramax 49%-os részesedését vásárolta meg 2020. április 3-án; a Miramax-korszak filmjeihez készült folytatások nyereségének fele a The Walt Disney Studioshoz került, amíg a Miramaxot 2010-ben el nem adták a Filmyard Holdingsnak, a Colony NorthStar, a Tutor-Saliba Corporation és a Qatar Investment Authority közös vállalatának.A Miramaxot 2016-ban ismét eladták, ezúttal a beIN Media Groupnak.

## Média kiadás
A 2005 előtti Dimension-filmeket eredetileg a Buena Vista Home Entertainment forgalmazásában adták ki házi videón (egyes helyeken Hollywood Pictures néven), míg a Miramax a Disney tulajdonában volt. Miután a Disney 2010-ben eladta a Miramaxot a Filmyardnak, 2011-től 2020-ig a Lionsgate forgalmazta őket házi videón (kivéve a Grimm testvérek szerzői jogait a tengerentúlon, amelyeket a Disney 2015-ben szerzett meg), és rövid ideig az Echo Bridge Home Entertainment is forgalmazta őket.  A ViacomCBS 49%-os Miramax-részesedése révén a Paramount megszerezte a 2005 előtti Dimension-filmek forgalmazási jogait.
2015-től a Dimension Films filmjeit jelenleg a Lionsgate adja ki DVD-n és Blu-rayen az Anchor Bay Entertainmenten keresztül, a The Weinstein Company tulajdonában, mivel Weinsteinék korábban 25%-os tulajdonrésszel rendelkeztek a Starz Mediában, amely az Anchor Bay anyavállalata volt. A tranzakció előtt a Genius Products és a Sony Pictures Home Entertainment forgalmazta őket.

### Dimension Extreme
2008-tól kezdve a Dimension bevezette a Dimension Extreme kiadót, amely elsősorban nemzetközi és független horror filmeket adott ki DVD-n.

## Elsődleges forgalmazók

### Korábbi forgalmazók
- Buena Vista Pictures (1993-2005)
  - Miramax (1992-2005)
- The Weinstein Company (2005-2018)
  - Metro-Goldwyn-Mayer (2006-2009)
  - Genius Products (2006-2009)
  - Vivendi Entertainment (2009-2010)
  - Sony Pictures (2010-2011)
  - Anchor Bay Entertainment (2011-2017)
  - Lionsgate (2016-tól napjainkig a 2005 utáni filmek esetén, 2011-2020 a 2005 előtti filmek esetén).

### Jelenlegi forgalmazók
- Paramount Pictures (2020-tól napjainkig, a 2005 előtti filmek esetében)
- Lantern Entertainment (2018-tól napjainkig, a 2005 és 2019 között megjelent filmek esetében)
  - Entertainment One
  - RLJE Films
  - Shout! Factory
  - Universal Pictures
  - Warner Bros.
  - Lionsgate
- Lionsgate (a Spyglass Media Group-on keresztül) (2021-től napjainkig, a TWC filmtárának nagy része esetében).